# Ángulo de posición
Ángulo de posición, generalmente abreviado AP, es una medida derivada de la observación visual de estrellas binarias. Se define como el desplazamiento angular en grados de la estrella secundaria a la primaria, en relación con el polo norte celeste.

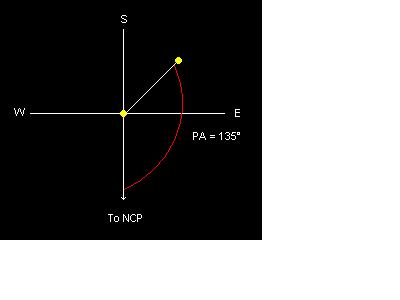
Una ilustración de cómo un ángulo de posición se calcula a través del ocular del telescopio, la estrella principal esta en el centro.

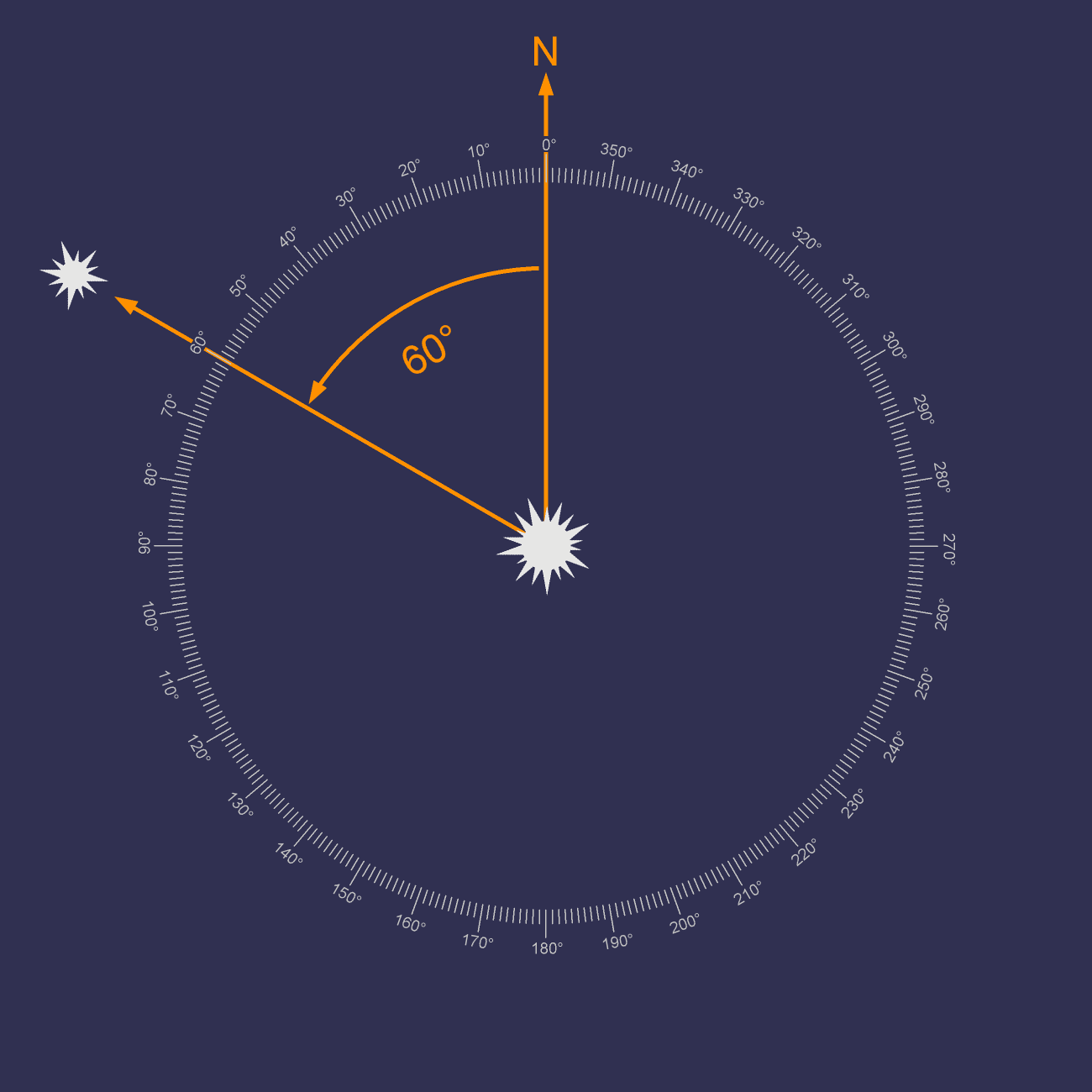
El ángulo de posición es una indicación de dirección en el cielo, en relación con la dirección del polo norte celeste.

Como ilustra el ejemplo, si se observa una estrella binaria hipotética con un AP de 135 grados, lo que significa una línea imaginaria en el ocular elaborado desde el polo norte celeste (PNC) en el primario (P) se vería compensado desde el secundario (S) de tal manera que el ángulo de PNC-P-S sería de 135 grados. 
Al graficar las órbitas de visuales binarias, la línea de PNC se concibe tradicionalmente a la baja, es decir, con el norte en la parte inferior y el AP se mide en sentido antihorario, desde 0 a 359 grados. 
También el ángulo de movimiento propio (véase el movimiento propio) es a veces llamado el ángulo de posición.
La definición del ángulo de posición es también ampliable a los objetos extendidos como las galaxias, donde se refiere al ángulo formado por el eje mayor del objeto con la línea de PNC.